# Элберт (округ, Колорадо)
Э́лберт (англ. Elbert County) — округ в штате Колорадо, США. Официально образован в 1874 году. По состоянию на 2010 год, численность населения составляла 23 086 человек.

## География
По данным Бюро переписи США, общая площадь округа равняется 4 794,095 км2, из которых 4 794,095 км2 суша и 0,518 км2 или 0,010 % это водоёмы.

## Население
По данным переписи населения 2000 года в округе проживает 19 872 жителей в составе 6 770 домашних хозяйств и 5 652 семей. Плотность населения составляет 4,00 человека на км2. На территории округа насчитывается 7 113 жилых строений, при плотности застройки около 1,00-го строения на км2. Расовый состав населения: белые — 95,22 %, афроамериканцы — 0,64 %, коренные американцы (индейцы) — 0,63 %, азиаты — 0,37 %, гавайцы — 0,09 %, представители других рас — 1,28 %, представители двух или более рас — 1,76 %. Испаноязычные составляли 3,85 % населения независимо от расы.
В составе 42,80 % из общего числа домашних хозяйств проживают дети в возрасте до 18 лет, 75,10 % домашних хозяйств представляют собой супружеские пары проживающие вместе, 5,70 % домашних хозяйств представляют собой одиноких женщин без супруга, 16,50 % домашних хозяйств не имеют отношения к семьям, 12,20 % домашних хозяйств состоят из одного человека, 3,10 % домашних хозяйств состоят из престарелых (65 лет и старше), проживающих в одиночестве. Средний размер домашнего хозяйства составляет 2,93 человека, и средний размер семьи 3,19 человека.
Возрастной состав округа: 30,20 % моложе 18 лет, 5,50 % от 18 до 24, 32,80 % от 25 до 44, 25,50 % от 45 до 64 и 25,50 % от 65 и старше. Средний возраст жителя округа 37 лет. На каждые 100 женщин приходится 100,60 мужчин. На каждые 100 женщин старше 18 лет приходится 99,90 мужчин.
Средний доход на домохозяйство в округе составлял 62 480 USD, на семью — 66 740 USD. Среднестатистический заработок мужчины был 45 329 USD против 29 767 USD для женщины. Доход на душу населения составлял 24 960 USD. Около 2,50 % семей и 4,00 % общего населения находились ниже черты бедности, в том числе — 4,60 % молодёжи (тех, кому ещё не исполнилось 18 лет) и 4,50 % тех, кому было уже больше 65 лет.